# III liga polska w piłce nożnej (2018/2019)
III liga polska w piłce nożnej 2018/2019 – edycja rozgrywek czwartego poziomu ligowego piłki nożnej mężczyzn w Polsce, 11. pod nazwą III liga, a 3. po reformie przeprowadzonej w 2016 roku, która zredukowała liczbę grup z 8 do 4.
W rywalizacji brało udział 72 drużyny klubowe, podzielone na zasadzie terytorialnej na 4 grupy po 18 zespołów, grających systemem kołowym w okresie od 3 sierpnia 2018 roku do 22 czerwca 2019 roku.

Zasięg terytorialny grup III ligi polskiej w piłce nożnej w sezonie 2018/2019

## Zasady rozgrywek
| Poziomy rozgrywkowe w sezonie 2018/2019                | Poziomy rozgrywkowe w sezonie 2018/2019 | Poziomy rozgrywkowe w sezonie 2018/2019 |
| Rozgrywki                                              | P                                       | Nazwa                                   |
| ------------------------------------------------------ | --------------------------------------- | --------------------------------------- |
| Centralne                                              | I                                       | Ekstraklasa                             |
| Centralne                                              | II                                      | I Liga                                  |
| Centralne                                              | III                                     | II Liga                                 |
| Makroregionalne                                        | IV                                      | III Liga (4 grupy)                      |
| Okręgowe (16 okręgów)*                                 | V                                       | IV Liga (21 grup)                       |
| Okręgowe (16 okręgów)*                                 | VI                                      | Klasa Okręgowa                          |
| Okręgowe (16 okręgów)*                                 | VII                                     | Klasa A                                 |
| Okręgowe (16 okręgów)*                                 | VIII                                    | Klasa B                                 |
| Okręgowe (16 okręgów)*                                 | IX                                      | Klasa C                                 |
| (*) Różna ilość klas oraz grup w zależności od okręgu. |                                         |                                         |
| System ligowy piłki nożnej w Polsce                    |                                         |                                         |

W III lidze w sezonie 2018/2019 brało udział 72 drużyny, podzielone na zasadzie terytorialnej na 4 grupy po 18 zespołów:
- grupa I (województwa: łódzkie, mazowieckie, podlaskie, warmińsko-mazurskie),
- grupa II (województwa: kujawsko-pomorskie, pomorskie, wielkopolskie, zachodniopomorskie),
- grupa III (województwa: dolnośląskie, lubuskie, opolskie, śląskie),
- grupa IV (województwa: lubelskie, małopolskie, podkarpackie, świętokrzyskie).

Zgodnie z regulaminem, w każdej grupie brało udział po 18 drużyn, grających w systemie „każdy z każdym” (2 mecze z daną drużyną: u siebie i na wyjeździe), które rozegrały po 34 kolejki ligowe – po dziewięć meczów każda (razem 306 spotkań), w dwóch rundach – jesiennej i wiosennej.
Mistrzowie każdej z grup uzyskały awans na poziom centralny – do II ligi. Trzy ostatnie drużyny spadły na poziom wojewódzki – do odpowiedniej terytorialnie grupy IV ligi. Liczba spadkowiczów może zwiększyć się zależnie od liczby drużyn spadających do danej grupy z lig wyższych.
Drużyny, które wycofają się z rozgrywek po rozegraniu mniej niż 50% spotkań, były automatycznie relegowane o dwa szczeble ligowe niżej (do klasy okręgowej) i przesunięte na koniec tabeli, a osiągnięte przez nie rezultaty zostały anulowane. Drużyny, które wycofały się z rozgrywek po rozegraniu 50% lub więcej spotkań, również były automatycznie relegowane o dwa szczeble ligowe niżej i przesunięte na koniec tabeli, ale za nierozegrane mecze przyznawane były walkowery 3:0 dla zespołów przeciwnych. Wykluczenie z rozgrywek groziło także za nieprzystąpienie z własnej winy do trzech meczów.

## Grupa I

### Drużyny
| Uczestnicy sezonu 2017/2018 | Uczestnicy sezonu 2017/2018  | Uczestnicy sezonu 2017/2018 | Uczestnicy sezonu 2017/2018 |
| --------------------------- | ---------------------------- | --------------------------- | --------------------------- |
| LTM                         | Lechia Tomaszów Mazowiecki   | 2                           |                             |
| SOK                         | Sokół Aleksandrów Łódzki     | 3                           |                             |
| PWA                         | Polonia Warszawa             | 4                           |                             |
| ZMB                         | Olimpia Zambrów              | 5                           |                             |
| HMG                         | Huragan Morąg                | 6                           |                             |
| URS                         | Ursus Warszawa               | 7                           |                             |
| ŚWI                         | Świt Nowy Dwór Mazowiecki    | 8                           |                             |
| SUL                         | Victoria Sulejówek           | 9                           |                             |
| ŁOM                         | ŁKS 1926 Łomża               | 10                          |                             |
| PEL                         | Pelikan Łowicz               | 11                          |                             |
| DRW                         | Drwęca Nowe Miasto Lubawskie | 121                         |                             |
| MEŁ                         | MKS Ełk                      | 132                         |                             |
| SOS                         | Sokół Ostróda                | 14                          |                             |
| LE2                         | Legia II Warszawa            | 151                         |                             |

| Spadek z II ligi 2017/2018                                                                                    | Spadek z II ligi 2017/2018 | Spadek z II ligi 2017/2018 | Spadek z II ligi 2017/2018 |
| --- | -------------------------- | -------------------------- | -------------------------- |
| LGO | Legionovia Legionowo       | 18                         |                            |
| Awans z IV ligi 2017/2018                                                                                     |                            |                            |                            |
| grupa łódzka                                                                                                  |                            |                            |                            |
| STR | Unia Skierniewice          | 1                          |                            |
| grupa mazowiecka                                                                                              |                            |                            |                            |
| BRŃ | Broń Radom                 | 13                         |                            |
| grupa podlaska                                                                                                |                            |                            |                            |
| RWM | Ruch Wysokie Mazowieckie   | 1                          |                            |
| grupa warmińsko-mazurska                                                                                      |                            |                            |                            |
| ZBP | Znicz Biała Piska          | 1                          |                            |
| Oznaczenia: - kolumna pierwsza – skróty nazw drużyn, - kolumna trzecia – miejsce zajęte w poprzednim sezonie. |                            |                            |                            |

Objaśnienia:
1. Drwęca Nowe Miasto Lubawskie nie otrzymała licencji na grę w III lidze w sezonie 2018/2019 i została zdegradowana do IV ligi, w związku z czym dodatkowo w III lidze utrzymała się Legia II Warszawa.
2. MKS Ełk od 14 grudnia 2018 r. występuje pod nazwą Mazur Ełk.
3. Broń Radom, mistrz IV ligi mazowieckiej południowej wygrał swoje mecze barażowe o awans do III ligi z Mazovią Mińsk Mazowiecki, mistrzem IV ligi mazowieckiej północnej.

### Tabela
| Lp. | Drużyna                      | M  | Z  | R  | P  | Bramki | Bramki | Różn. | Pkt | Uwagi                       | Bezpośrednio |
| --- | ---------------------------- | -- | -- | -- | -- | ------ | ------ | ----- | --- | --------------------------- | ------------ |
| 1   | Legionovia Legionowo (M) (A) | 34 | 25 | 4  | 5  | 87     | 35     | +52   | 79  | Awans do II ligi            |              |
| 2   | Sokół Aleksandrów Łódzki     | 34 | 22 | 8  | 4  | 61     | 26     | +35   | 74  |                             |              |
| 3   | Lechia Tomaszów Mazowiecki   | 34 | 19 | 7  | 8  | 64     | 48     | +16   | 64  |                             |              |
| 4   | Unia Skierniewice            | 34 | 20 | 3  | 11 | 56     | 29     | +27   | 63  |                             |              |
| 5   | Sokół Ostróda                | 34 | 16 | 8  | 10 | 54     | 52     | +2    | 56  |                             |              |
| 6   | Polonia Warszawa             | 34 | 16 | 7  | 11 | 59     | 42     | +17   | 55  |                             |              |
| 7   | Olimpia Zambrów              | 34 | 13 | 13 | 8  | 66     | 52     | +14   | 52  | ZMB – LE2 2:2 LE2 – ZMB 0:4 |              |
| 8   | Legia II Warszawa            | 34 | 14 | 10 | 10 | 51     | 44     | +7    | 52  | ZMB – LE2 2:2 LE2 – ZMB 0:4 |              |
| 9   | Pelikan Łowicz               | 34 | 12 | 9  | 13 | 46     | 51     | −5    | 45  |                             |              |
| 10  | Znicz Biała Piska            | 34 | 12 | 8  | 14 | 51     | 59     | −8    | 44  |                             |              |
| 11  | Broń Radom                   | 34 | 12 | 7  | 15 | 57     | 64     | −7    | 43  |                             |              |
| 12  | Świt Nowy Dwór Mazowiecki    | 34 | 12 | 6  | 16 | 59     | 52     | +7    | 42  |                             |              |
| 13  | Ursus Warszawa               | 34 | 10 | 9  | 15 | 51     | 60     | −9    | 39  |                             |              |
| 14  | Huragan Morąg                | 34 | 9  | 9  | 16 | 53     | 68     | −15   | 36  | HMG – RWM 2:1 RWM – HMG 2:4 |              |
| 15  | Ruch Wysokie Mazowieckie     | 34 | 10 | 6  | 18 | 45     | 70     | −25   | 36  | HMG – RWM 2:1 RWM – HMG 2:4 |              |
| 16  | Mazur Ełk1 (S)               | 34 | 8  | 8  | 18 | 37     | 59     | −22   | 32  | Spadek do IV ligi           |              |
| 17  | Victoria Sulejówek (S)       | 34 | 6  | 11 | 17 | 43     | 67     | −24   | 29  | Spadek do IV ligi           |              |
| 18  | ŁKS 1926 Łomża (S)           | 34 | 2  | 3  | 29 | 25     | 85     | −60   | 9   | Spadek do IV ligi           |              |

## Grupa II

### Drużyny
| Uczestnicy sezonu 2017/2018 | Uczestnicy sezonu 2017/2018 | Uczestnicy sezonu 2017/2018 | Uczestnicy sezonu 2017/2018 |
| --------------------------- | --------------------------- | --------------------------- | --------------------------- |
| ŚWS                         | Świt Szczecin               | 2                           |                             |
| BAŁ                         | Bałtyk Gdynia               | 3                           |                             |
| LP2                         | Lech II Poznań              | 4                           |                             |
| KAL                         | KKS 1925 Kalisz             | 5                           |                             |
| ŚRW                         | Polonia Środa Wielkopolska  | 6                           |                             |
| KLE                         | Sokół Kleczew               | 7                           |                             |
| KOT                         | Kotwica Kołobrzeg           | 8                           |                             |
| KPS                         | KP Starogard Gdański        | 9                           |                             |
| PO2                         | Pogoń II Szczecin           | 10                          |                             |
| JAR                         | Jarota Jarocin              | 11                          |                             |
| PEL                         | Wierzyca Pelplin            | 12                          |                             |
| WDA                         | Wda Świecie                 | 13                          |                             |
| GKN                         | Górnik Konin                | 14                          |                             |

| Spadek z II ligi 2017/2018                                                                                    | Spadek z II ligi 2017/2018 | Spadek z II ligi 2017/2018 | Spadek z II ligi 2017/2018 |
| --- | -------------------------- | -------------------------- | -------------------------- |
| GWK | Gwardia Koszalin           | 17                         |                            |
| Awans z IV ligi 2017/2018                                                                                     |                            |                            |                            |
| grupa kujawsko-pomorska                                                                                       |                            |                            |                            |
| CHE | Chemik Bydgoszcz           | 1                          |                            |
| grupa pomorska                                                                                                |                            |                            |                            |
| RST | Radunia Stężyca            | 1                          |                            |
| grupa wielkopolska                                                                                            |                            |                            |                            |
| MGN | Mieszko Gniezno            | 1                          |                            |
| grupa zachodniopomorska                                                                                       |                            |                            |                            |
| BAK | Bałtyk Koszalin            | 1                          |                            |
| Oznaczenia: - kolumna pierwsza – skróty nazw drużyn, - kolumna trzecia – miejsce zajęte w poprzednim sezonie. |                            |                            |                            |

Objaśnienia:
1. Mieszko Gniezno, mistrz IV ligi wielkopolskiej północnej wygrał swoje mecze barażowe o awans do III ligi z Victorią Września, mistrzem IV ligi wielkopolskiej południowej.

### Tabela
| Lp. | Drużyna                    | M  | Z  | R  | P  | Bramki | Bramki | Różn. | Pkt | Uwagi                     | Bezpośrednio                |
| --- | -------------------------- | -- | -- | -- | -- | ------ | ------ | ----- | --- | ------------------------- | --------------------------- |
| 1   | Lech II Poznań (M) (A)     | 34 | 23 | 6  | 5  | 86     | 33     | +53   | 75  | Awans do II ligi          |                             |
| 2   | KKS 1925 Kalisz            | 34 | 21 | 6  | 7  | 70     | 37     | +33   | 69  |                           | KAL – RST 3:0 RST – KAL 2:2 |
| 3   | Radunia Stężyca            | 34 | 21 | 6  | 7  | 75     | 37     | +38   | 69  |                           | KAL – RST 3:0 RST – KAL 2:2 |
| 4   | Kotwica Kołobrzeg          | 34 | 20 | 8  | 6  | 70     | 41     | +29   | 68  |                           |                             |
| 5   | Mieszko Gniezno            | 34 | 19 | 4  | 11 | 74     | 53     | +21   | 61  |                           |                             |
| 6   | Polonia Środa Wielkopolska | 34 | 19 | 3  | 12 | 59     | 44     | +15   | 60  |                           |                             |
| 7   | Świt Szczecin              | 34 | 16 | 10 | 8  | 50     | 33     | +17   | 58  |                           |                             |
| 8   | Bałtyk Gdynia              | 34 | 18 | 3  | 13 | 59     | 50     | +9    | 57  |                           |                             |
| 9   | Sokół Kleczew              | 34 | 16 | 5  | 13 | 48     | 50     | −2    | 53  |                           |                             |
| 10  | KP Starogard Gdański       | 34 | 14 | 9  | 11 | 56     | 37     | +19   | 51  |                           |                             |
| 11  | Pogoń II Szczecin          | 34 | 14 | 3  | 17 | 52     | 59     | −7    | 45  |                           |                             |
| 12  | Górnik Konin               | 34 | 12 | 5  | 17 | 46     | 55     | −9    | 41  |                           |                             |
| 13  | Bałtyk Koszalin            | 34 | 12 | 4  | 18 | 57     | 75     | −18   | 40  |                           |                             |
| 14  | Jarota Jarocin             | 34 | 10 | 8  | 16 | 37     | 50     | −13   | 38  |                           |                             |
| 15  | Gwardia Koszalin           | 34 | 10 | 3  | 21 | 35     | 71     | −36   | 33  |                           |                             |
| 16  | Chemik Bydgoszcz (S)       | 34 | 9  | 3  | 22 | 38     | 64     | −26   | 30  | Spadek do IV ligi         |                             |
| 17  | Wierzyca Pelplin (S)       | 34 | 3  | 5  | 26 | 31     | 81     | −50   | 14  | Spadek do IV ligi         |                             |
| 18  | Wda Świecie1 (S)           | 34 | 1  | 5  | 28 | 20     | 93     | −73   | 8   | Spadek do klasy okręgowej |                             |

Źródło: 90minut.pl 
Oznaczenia: (M) – tytuł mistrzowski, (A) – awans, (S) – spadek.
Zasady ustalania kolejności: 1. liczba zdobytych punktów w całym cyklu rozgrywek; 2. liczba punktów zdobyta w meczach bezpośrednich; 3. różnica bramek w meczach bezpośrednich; 4. różnica bramek w meczach bezpośrednich – bramki zdobyte na wyjeździe liczone podwójnie; 5. różnica bramek w całym cyklu rozgrywek; 6. liczba zdobytych bramek w całym cyklu rozgrywek. 
Bezpośrednio: stosowane, gdy dwie lub więcej drużyn mają identyczny dorobek punktowy.
Objaśnienia:
Liczba spadkowiczów może zwiększyć się zależnie od liczby drużyn spadających z lig wyższych.

## Grupa III

### Drużyny
| Uczestnicy sezonu 2017/2018 | Uczestnicy sezonu 2017/2018   | Uczestnicy sezonu 2017/2018 | Uczestnicy sezonu 2017/2018 |
| --------------------------- | ----------------------------- | --------------------------- | --------------------------- |
| ŚLZ                         | Ślęza Wrocław                 | 2                           |                             |
| GTA                         | Gwarek Tarnowskie Góry        | 3                           |                             |
| STB                         | Stal Brzeg                    | 4                           |                             |
| GPO                         | Górnik Polkowice              | 51                          |                             |
| ŻMI                         | Piast Żmigród                 | 6                           |                             |
| RZD                         | Ruch Zdzieszowice             | 7                           |                             |
| REK                         | Rekord Bielsko-Biała          | 8                           |                             |
| ZA2                         | Zagłębie II Lubin             | 9                           |                             |
| BKS                         | BKS Stal Bielsko-Biała        | 102                         |                             |
| LDZ                         | Lechia Dzierżoniów            | 11                          |                             |
| SGW                         | KS Stilon Gorzów Wielkopolski | 12                          |                             |
| PNI                         | Pniówek Pawłowice Śląskie     | 13                          |                             |
| ML2                         | Miedź II Legnica              | 14                          |                             |
| GZ2                         | Górnik II Zabrze              | 152                         |                             |

| Spadek z II ligi 2017/2018                                                                                    | Spadek z II ligi 2017/2018 | Spadek z II ligi 2017/2018 | Spadek z II ligi 2017/2018 |
| --- | -------------------------- | -------------------------- | -------------------------- |
| KLU | MKS Kluczbork              | 15                         |                            |
| Awans z IV ligi 2017/2018                                                                                     |                            |                            |                            |
| grupa dolnośląska                                                                                             |                            |                            |                            |
| FHG | Foto-Higiena Gać           | 13                         |                            |
| grupa lubuska                                                                                                 |                            |                            |                            |
| GWK | Warta Gorzów Wielkopolski  | 1                          |                            |
| grupa opolska                                                                                                 |                            |                            |                            |
| AGŁ | Agroplon Głuszyna          | 1                          |                            |
| grupa śląska                                                                                                  |                            |                            |                            |
| RRA | Ruch Radzionków            | 14                         |                            |
| Oznaczenia: - kolumna pierwsza – skróty nazw drużyn, - kolumna trzecia – miejsce zajęte w poprzednim sezonie. |                            |                            |                            |

Objaśnienia:
1. Przed startem rozgrywek KS Polkowice powrócił do nazwy Górnik Polkowice.
2. BKS Stal Bielsko-Biała zrezygnowała z gry w III lidze po zakończeniu sezonu 2017/2018, w związku z czym dodatkowo utrzymał się Górnik II Zabrze.
3. Foto-Higiena Gać, mistrz IV ligi dolnośląskiej wschód wygrała swoje mecze barażowe o awans do III ligi z Apisem Jędrzychowice, mistrzem IV ligi dolnośląskiej zachód.
4. Ruch Radzionków, mistrz IV ligi śląskiej I wygrał swoje mecze barażowe o awans do III ligi z Polonią Bytom, mistrzem IV ligi śląskiej II.

### Tabela
| Lp. | Drużyna                           | M  | Z  | R  | P  | Bramki | Bramki | Różn. | Pkt | Uwagi                       | Bezpośrednio |
| --- | --------------------------------- | -- | -- | -- | -- | ------ | ------ | ----- | --- | --------------------------- | ------------ |
| 1   | Górnik Polkowice (M) (A)          | 34 | 25 | 4  | 5  | 81     | 32     | +49   | 79  | Awans do II ligi            |              |
| 2   | Ślęza Wrocław                     | 34 | 20 | 6  | 8  | 68     | 33     | +35   | 66  |                             |              |
| 3   | Zagłębie II Lubin                 | 34 | 19 | 7  | 8  | 70     | 32     | +38   | 64  |                             |              |
| 4   | Rekord Bielsko-Biała              | 34 | 16 | 9  | 9  | 52     | 42     | +10   | 57  |                             |              |
| 5   | Gwarek Tarnowskie Góry            | 34 | 15 | 9  | 10 | 53     | 43     | +10   | 54  |                             |              |
| 6   | Górnik II Zabrze                  | 34 | 14 | 10 | 10 | 57     | 49     | +8    | 52  | GZA – RZD 0:2 RZD – GZA 0:3 |              |
| 7   | Ruch Zdzieszowice                 | 34 | 15 | 7  | 12 | 49     | 44     | +5    | 52  | GZA – RZD 0:2 RZD – GZA 0:3 |              |
| 8   | Pniówek Pawłowice Śląskie         | 34 | 13 | 10 | 11 | 50     | 38     | +12   | 49  | PNI – ŻMI 2:1 ŻMI – PNI 0:0 |              |
| 9   | Piast Żmigród                     | 34 | 13 | 10 | 11 | 49     | 50     | −1    | 49  | PNI – ŻMI 2:1 ŻMI – PNI 0:0 |              |
| 10  | Miedź II Legnica                  | 34 | 13 | 6  | 15 | 51     | 54     | −3    | 45  |                             |              |
| 11  | Foto-Higiena Gać                  | 34 | 12 | 8  | 14 | 52     | 54     | −2    | 44  |                             |              |
| 12  | Stal Brzeg                        | 34 | 12 | 7  | 15 | 51     | 47     | +4    | 43  |                             |              |
| 13  | MKS Kluczbork1                    | 34 | 11 | 9  | 14 | 33     | 41     | −8    | 42  |                             |              |
| 14  | Warta Gorzów Wielkopolski (S)     | 34 | 10 | 7  | 17 | 35     | 47     | −12   | 37  | Spadek do IV ligi           |              |
| 15  | Agroplon Głuszyna (S)             | 34 | 9  | 7  | 18 | 40     | 73     | −33   | 34  | Spadek do IV ligi           |              |
| 16  | Ruch Radzionków (S)               | 34 | 8  | 8  | 18 | 38     | 72     | −34   | 32  | Spadek do IV ligi           |              |
| 17  | Lechia Dzierżoniów (S)            | 34 | 6  | 8  | 20 | 43     | 74     | −31   | 26  | Spadek do IV ligi           |              |
| 18  | KS Stilon Gorzów Wielkopolski (S) | 34 | 7  | 4  | 23 | 29     | 76     | −47   | 25  | Spadek do IV ligi           |              |

## Grupa IV

### Drużyny
| Uczestnicy sezonu 2017/2018 | Uczestnicy sezonu 2017/2018       | Uczestnicy sezonu 2017/2018 | Uczestnicy sezonu 2017/2018 |
| --------------------------- | --------------------------------- | --------------------------- | --------------------------- |
| MOT                         | Motor Lublin                      | 2                           |                             |
| KSZ                         | KSZO 1929 Ostrowiec Świętokrzyski | 3                           |                             |
| CHM                         | Chełmianka Chełm                  | 4                           |                             |
| PNT                         | Podhale Nowy Targ                 | 5                           |                             |
| STR                         | Stal Rzeszów                      | 6                           |                             |
| WÓL                         | Wólczanka Wólka Pełkińska         | 7                           |                             |
| WJA                         | Wiślanie Jaśkowice                | 8                           |                             |
| ORP                         | Orlęta Radzyń Podlaski            | 9                           |                             |
| AVI                         | Avia Świdnik                      | 10                          |                             |
| SOŁ                         | Soła Oświęcim                     | 11                          |                             |
| SDA                         | Spartakus Daleszyce               | 12                          |                             |
| PBP                         | Podlasie Biała Podlaska           | 13                          |                             |
| WSA                         | Wisła Sandomierz                  | 14                          |                             |

| Spadek z II ligi 2017/2018                                                                                    | Spadek z II ligi 2017/2018 | Spadek z II ligi 2017/2018 | Spadek z II ligi 2017/2018 |
| --- | -------------------------- | -------------------------- | -------------------------- |
| WPU | Wisła Puławy               | 16                         |                            |
| Awans z IV ligi 2017/2018                                                                                     |                            |                            |                            |
| grupa lubelska                                                                                                |                            |                            |                            |
| KRA | Stal Kraśnik               | 1                          |                            |
| grupa małopolska                                                                                              |                            |                            |                            |
| HUT | Hutnik Kraków              | 1                          |                            |
| grupa podkarpacka                                                                                             |                            |                            |                            |
| SSI | Sokół Sieniawa             | 1                          |                            |
| grupa świętokrzyska                                                                                           |                            |                            |                            |
| CPŁ | Czarni Połaniec            | 1                          |                            |
| Oznaczenia: - kolumna pierwsza – skróty nazw drużyn, - kolumna trzecia – miejsce zajęte w poprzednim sezonie. |                            |                            |                            |

Objaśnienia:
1. Hutnik Kraków, mistrz IV ligi małopolskiej zachód wygrał swoje mecze barażowe o awans do III ligi z Barciczanką Barcice, mistrzem IV ligi małopolskiej wschód.

### Tabela
| Lp. | Drużyna                       | M  | Z  | R  | P  | Bramki | Bramki | Różn. | Pkt | Uwagi                       | Bezpośrednio                |
| --- | ----------------------------- | -- | -- | -- | -- | ------ | ------ | ----- | --- | --------------------------- | --------------------------- |
| 1   | Stal Rzeszów (M) (A)          | 34 | 22 | 10 | 2  | 81     | 26     | +55   | 76  | Awans do II ligi            | STR – PNT 2:1 PNT – STR 1:1 |
| 2   | Podhale Nowy Targ             | 34 | 23 | 7  | 4  | 81     | 26     | +55   | 76  |                             | STR – PNT 2:1 PNT – STR 1:1 |
| 3   | Motor Lublin                  | 34 | 20 | 10 | 4  | 57     | 29     | +28   | 70  |                             |                             |
| 4   | Wisła Puławy                  | 34 | 17 | 9  | 8  | 38     | 30     | +8    | 60  |                             |                             |
| 5   | Hutnik Kraków                 | 34 | 15 | 7  | 12 | 51     | 43     | +8    | 52  |                             |                             |
| 6   | KSZO Ostrowiec Świętokrzyski  | 34 | 14 | 9  | 11 | 49     | 41     | +8    | 51  |                             |                             |
| 7   | Sokół Sieniawa                | 34 | 13 | 9  | 12 | 43     | 42     | +1    | 48  |                             |                             |
| 8   | Avia Świdnik                  | 34 | 11 | 11 | 12 | 40     | 41     | −1    | 44  |                             |                             |
| 9   | Orlęta Radzyń Podlaski        | 34 | 10 | 13 | 11 | 39     | 49     | −10   | 43  | ORP – KRA 3:2 KRA – ORP 0:3 |                             |
| 10  | Stal Kraśnik                  | 34 | 11 | 10 | 13 | 45     | 41     | +4    | 43  | ORP – KRA 3:2 KRA – ORP 0:3 |                             |
| 11  | Wisła Sandomierz              | 34 | 10 | 9  | 15 | 34     | 52     | −18   | 39  | WSA – CHM 1:0 CHM – WSA 0:1 |                             |
| 12  | Chełmianka Chełm              | 34 | 10 | 9  | 15 | 42     | 44     | −2    | 39  | WSA – CHM 1:0 CHM – WSA 0:1 |                             |
| 13  | Wólczanka Wólka Pełkińska     | 34 | 9  | 11 | 14 | 39     | 36     | +3    | 38  | WÓL – SOŁ 0:1 SOŁ – WÓL 0:1 |                             |
| 14  | Soła Oświęcim1 (S)            | 34 | 10 | 8  | 16 | 34     | 50     | −16   | 38  | WÓL – SOŁ 0:1 SOŁ – WÓL 0:1 | Drużyna wycofana            |
| 15  | Podlasie Biała Podlaska1      | 34 | 10 | 5  | 19 | 36     | 65     | −29   | 35  |                             | PBP – WJA 3:0 WJA – PBP 1:2 |
| 16  | Wiślanie Jaśkowice (S)        | 34 | 9  | 8  | 17 | 39     | 58     | −19   | 35  | Spadek do IV ligi           | PBP – WJA 3:0 WJA – PBP 1:2 |
| 17  | Czarni Połaniec (S)           | 34 | 7  | 7  | 20 | 32     | 59     | −27   | 28  | Spadek do IV ligi           |                             |
| 18  | Spartakus Razem Daleszyce (S) | 34 | 5  | 8  | 21 | 31     | 59     | −28   | 23  | Spadek do IV ligi           |                             |

Źródło: 90minut.pl 
Oznaczenia: (M) – tytuł mistrzowski, (A) – awans, (S) – spadek.
Zasady ustalania kolejności: 1. liczba zdobytych punktów w całym cyklu rozgrywek; 2. liczba punktów zdobyta w meczach bezpośrednich; 3. różnica bramek w meczach bezpośrednich; 4. różnica bramek w meczach bezpośrednich – bramki zdobyte na wyjeździe liczone podwójnie; 5. różnica bramek w całym cyklu rozgrywek; 6. liczba zdobytych bramek w całym cyklu rozgrywek. 
Bezpośrednio: stosowane, gdy dwie lub więcej drużyn mają identyczny dorobek punktowy.
Objaśnienia:
Liczba spadkowiczów może zwiększyć się zależnie od liczby drużyn spadających z lig wyższych.